# Illigera villosa
Illigera villosa är en tvåhjärtbladig växtart som beskrevs av Charles Baron Clarke. Illigera villosa ingår i släktet Illigera och familjen Hernandiaceae. Inga underarter finns listade i Catalogue of Life.